# Casio VL-1

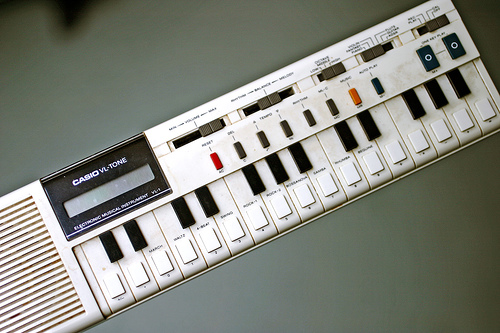
Casio VL-1 VL-Tone

Il Casio VL-Tone VL-1 (noto come CasioTone) è la prima tastiera elettronica della linea di prodotti musicali della Casio denominata VL-Tone, introdotta nel 1979. Essa riuniva le funzioni di una calcolatrice, di un sintetizzatore e di un sequencer. 

## Storia
Prodotto tra il 1979 e il 1984 e venduto per la modica cifra di 150$, il VL-Tone divenne uno strumento apprezzato per il suo sapore kitsch fra i musicisti elettronici, grazie alla sua essenza ibrida e minimalista oltre che per l'irrealistico ma originale suono.
Esso è dotato di pulsanti al posto della tastiera, molto piccoli e morbidi, privi di qualsiasi sensibilità di tocco e di risposta.
Il modello VL-1 fu seguito dal VL-10, sostanzialmente identico ma più piccolo, e dal VL-5, versione polifonica in grado di suonare 4 note contemporaneamente.
Il suono di questo piccolo strumento è stato reso celebre da un gruppo tedesco in voga negli anni '80: i Trio, con la canzone Da Da Da. È stato inoltre utilizzato dai gruppi Apollo 440, Devo, Talking Heads, The Cars, Deee-Lite, Sting, Stevie Wonder, Vince Clarke, Beastie Boys, Human League, White Town, Bill Nelson, CCCP Fedeli alla linea, Alberto Camerini, Alberto dei Verdena.

## Caratteristiche
- sintetizzatore analogico monofonico, un singolo VCO
- 29 tasti
- 5 preset non editabili (chiamati Piano, Fantasy, Violin, Flute, Guitar) e uno programmabile (indicato nel manuale come "ADSR Function")
- 10 ritmi predefiniti
- sequencer (100 note memorizzabili)
- calcolatrice
- altoparlante incorporato
- uscita audio mono jack 3,5 mm
- alimentazione con quattro pile di tipo AA oppure con l'ausilio di un trasformatore da 6V

## ADSR Function
Con la funzione ADSR è possibile programmare suoni personalizzati. Consiste nel digitare, in funzione "calcolatrice", una sequenza di 8 cifre ciascuna associata ad un parametro; i seguenti parametri sono editabili in valori da 0 a 9:
1. forma d'onda (10 disponibili)
2. Attack
3. Decay
4. Sustain level
5. Sustain time
6. Release
7. vibrato (LFO rate, applicato al VCO)
8. tremolo (LFO rate, applicato al volume)

L'inviluppo ADSR è applicato al volume.